# ツェツィーリエ・フォン・プロイセン
ツェツィーリエ・フォン・プロイセン（Cecilie Prinzessin von Preußen, 1917年9月5日 - 1975年4月21日）は、ドイツ・プロイセンの旧統治者家門ホーエンツォレルン家の一員。ドイツ皇帝・プロイセン王ヴィルヘルム2世の孫娘の1人。

## 生涯
ヴィルヘルム2世の長男ヴィルヘルム皇太子と、その妻でメクレンブルク＝シュヴェリーン大公フリードリヒ・フランツ3世の娘であるツェツィーリエ皇太子妃との間に第6子、次女として生まれた。全名はツェツィーリエ・ヴィクトリア・アナスタジア・ツィタ・ティーラ・アーデルハイト（Cecilie Viktoria Anastasia Zita Thyra Adelheid von Preußen）。1918年のドイツ革命後も母親や兄姉と一緒にポツダムに留まり、少女時代はエールス（現在のポーランド領ドルヌィ・シロンスク県オレシニツァ）の城で育てられた。
1932年から1934年までハイリゲングラーベ（現在のブランデンブルク州オストプリーグニッツ＝ルピーン郡）の宗教系女学校に在学し、その後はプロイセン文化財機密国家公文書館（Geheimes Staatsarchiv Preußischer Kulturbesitz）で勤務した。第2次世界大戦中にはポツダムの野戦病院の薬局で働いたり、ドイツ赤十字社の看護助手を務めた。大戦末期、ベルリンに赤軍が迫ると、親戚のヘッセン大公家を頼ってヴォルフスガルテン城（Schloss Wolfsgarten）に避難した。
1949年、アメリカ占領軍の士官で建築家のクライド・ハリス（1918年 - 1958年）と結婚し、夫の住むアマリロ（アメリカ合衆国テキサス州）に移った。夫妻は娘を1人もうけたが、ツェツィーリエは1958年に夫に先立たれた。1975年にケーニヒシュタイン（ヘッセン州ホーホタウヌス郡）で病気療養中に急死し、ヘヒンゲン（バーデン＝ヴュルテンベルク州ツォラーンアルプ郡）のホーエンツォレルン城内のザンクト・ミヒャエル稜堡（St.-Michaels-Bastei）に葬られた。